# 中国大百科全書出版社
中国大百科全書出版社（ちゅうごくだいひゃっかぜんしょしゅっぱんしゃ）は中華人民共和国の北京にある出版社である。1978年11月18日に中国共産党中央委員会、中華人民共和国国務院によって設立。百科事典等の辞書、工具書を主に出版し、同時に学術著作及び大衆向け書籍も出版している。
中国大百科全書出版社が設立されてから、「中国大百科全書」（74巻）、「中国大百科全書（簡易版）」（12巻）、「ブリタニカ百科事典（中国語版）」（20巻）、「中国百科大辞典」（10貫）、など多種の地方百科事典、専業百科事典を出版している。